# San-Martino-di-Lota
San-Martino-di-Lota es una comuna y población de Francia, en la región de Córcega, departamento de Alta Córcega.
Su población en el censo de 1999 era de 2.530 habitantes. Forma parte de la aglomeración urbana de Bastia. Aunque es la cabecera del cantón de su nombre, Ville-di-Pietrabugno la supera en población.

## Demografía
| 931 | 1 649 | 2 132 | 2 183 | 2 466 | 2 530 |
| Para los censos de 1962 a 1999 la población legal corresponde a la población sin duplicidades (Fuente: INSEE [Consultar]) |       |       |       |       |       |